# Wolfgang Fahrian
Wolfgang Fahrian, né le 31 mai 1941 à Blaustein dans le Bade-Wurtemberg et mort le 13 avril 2022, est un joueur de football international allemand, qui évoluait au poste de gardien de but.

## Biographie

### Carrière en club
Avec le club de Munich 1860, il remporte un championnat d'Allemagne, et atteint la finale de la Coupe des Alpes en 1967, son équipe étant battue par l'Eintracht Francfort.
Il joue plus de 400 matchs en première et deuxième division allemande, et dispute également deux matchs en Coupe d'Europe des clubs champions.

### Carrière en sélection
Avec l'équipe de RFA, il joue 10 matchs (pour aucun but inscrit) entre 1962 et 1964. 
Il reçoit sa première sélection en équipe nationale le 11 avril 1962 en amical contre l'Uruguay et sa dernière le 29 avril 1964 contre la Tchécoslovaquie, toujours en amical.
Il figure dans le groupe des sélectionnés lors de la Coupe du monde de 1962. Lors du mondial organisé au Chili, il joue 4 matchs : contre l'Italie, la Suisse et le pays organisateur lors du premier tour, et enfin contre la Yougoslavie lors des quarts de finale.

## Palmarès
Munich 1860
- Championnat d'Allemagne (1) :
  - Vainqueur : 1966-67.

- Coupe des Alpes :
  - Finaliste : 1967.